# Desbiens
Desbiens é uma cidade localizada na província de Quebec no Canadá.